# Keyser Söze
Keyser Söze är en rollfigur i filmen De misstänkta (1995), med manus av Christopher McQuarrie och regi av Bryan Singer. Enligt filmens huvudperson Roger "Verbal" Kint (Kevin Spacey) har Söze en legendarisk, nästan mytisk status hos både kriminella och poliser. Söze blir i filmen en kallhamrad och undflyende person med en mycket långtgående hänsynslöshet.

## Namnet Söze
McQuarrie bestämde sig för Söze sedan han funnit ordet i en turkisk ordlista, med betydelse “att tala för mycket”. 

## I populärkulturen
Sedan filmen släpptes har namnet “Keyser Söze” fått åtminstone två populära betydelser. Dels som legendariskt kallhamrad figur, mestadels en kriminell som gått under jorden, men också i betydelsen att bli lurad att tro på en person som inte existerar. Det senare har att göra med hur filmen slutar.
2001 beskrev Time Osama bin Laden som en ”geopolitisk Keyser Söze”.
I Roger Eberts recension av “Fight Club” (1999) beskrev filmkritikern en trend som han tillskrev “De misstänkta”.
| ” | A lot of recent films seem unsatisfied unless they can add final scenes that redefine the reality of everything that has gone before; call it the Keyser Söze syndrome. | „ |

 och i översättning:
| ” | På sistone verkar det som att filmer måste lägga till en extra slutscen som omdefinierar vad filmen egentligen handlar om; kalla det gärna Keyser Söze-syndromet. | „ |

”